# Мигел Индураин
Мигел Индураин Ларая (на испански: Miguel Induráin Larraya) е испански професионален колоездач, който печели Обиколката на Франция пет пъти.
Индураин печели Обиколката на Франция пет поредни пъти от 1991 до 1995 г., ставайки четвъртият и последният колоездач, постигнал тази бройка. Печели Обиколката на Италия два поредни пъти. Носи жълтата фланелка на водача на Тур дьо Франс общо 60 дни. След отнемането на седемте победи на Ланс Армстронг, Индураин държи рекорда за най-много поредни победи в Тур дьо Франс и споделя рекордната бройка с Жак Анкетил, Бернар Ино и Еди Меркс.
Ръстът на Индураин (188 cm) и теглото му (80 kg) му спечелват прозвището „Мигелон“ или „Голям Мигел“. Той е най-младият колоездач, печелил испанското аматьорско първенство по шосейно колоездене, когато е на 18 години. На 20 години става най-младият колоездач, станал водач в Обиколката на Испания.

## Ранен живот и аматьорска кариера
Мигел Индураин е роден в селото Вилява, което днес е в покрайнините на Памплона. Има три сестри (Изабел, Мария Долорес и Мария Асунсион) и един брат (Пруденсио), който също става професионален колоездач. Получава първия си велосипед на 10-годишна възраст. То му е откраднато, когато е на 11 години, и Мигел работи на полето с баща си, за да си купи ново.
Индураин тренира бягане, баскетбол, мятане на копие и футбол от 9 до 14 г. След това се присъединява към местния велосипедистки клуб CC Villavés и участва в първото си състезание през юли 1978 г., събитие за нелицензирани колоездачи, в което той завършва на второ място. Печели второто си състезание и продължава да се състезава всяка седмица след това. Идолът му в колоезденето е Бернар Ино. На 18-годишна възраст става най-младият победител в националното аматьорско първенство по шосейно колоездене.

## Професионална кариера
През 1984 г. участва на Олимпийските игри в Лос Анджелис и след това става професионалист на 4 септември за Reynolds (днес Movistar Team). Печели първото си професионално състезание след седмица, бягане по часовник – Тур дьо л'Авенир. През 1985 г. участва в Обиколката на Испания и завършва втори в началния етап, след Берт Оостербош. Оостербош губи време във втория етап и Индураин става лидер и най-младият колоездач, постигнал това. По-късно през същата година участва в Обиколката на Франция, както прави и през следващите 11 години, но отпада в четвъртия етап.
През 1986 г. Индураин се състезава отново в Тур дьо Франс, но този път отпада в 12-ия етап. Започва Вуелтата на Испания с бронхит от Обиколката на Белгия. Участва в Тур дьо Франс като съотборник на победителя Педро Делгадо. През 1989 г. той се откъсва по време на деветия етап на Тур дьо Франс, след което печели етапа и става лидер на планинското класиране, носейки фланелката на червени точки през следващия етап, за пръв и последен път в кариерата си. През 1990 г. Индураин отново се състезава за Делгадо на Обиколката на Франция, но Делгадо не успява да спечели. Индураин завършва на 10-о място, жертвайки няколко места, докато изчаква Делгадо.
Индураин има силно бягане по часовник и кара отбранително по време на изкачвания. Той печели само два етапа от Тура, които не са индивидуални бягания по часовник (през 1989 и 1990 г.). По време на петте си последователни победи в Тур дьо Франс, той така и не печели етап, който не е бягане по часовник. Тези умения в дисциплината перфектно пасват на обиколките с множество бягания по часовник по това време, като повечето включва между 150 и 200 km бягане по часовник срещу 50 – 80 km днес.

### 1991: Първа победа на Тура
През 1991 г. Грег Лемонд е фаворит за спечелването на Тур дьо Франс, докато Индураин е добър часовникар и се смята за твърде голям физически, за да е добър катерач. Лемонд води състезанието до 12-ия етап, но на 13-ия се пречупва и губи над 7 минути от Индураин, който става водач и остава такъв до края на състезанието.

### 1992: Двойна победа
Индураин спечелва пролога в Сан Себастиан и носи жълтата фланелка още от първия ден. Обиколката на Франция от 1992 г. е забележителна с това, че Клаудио Кяпучи се откъсва много на етап до Сестриере, включващ шест планински хребета. Индураин се пречупва на финалното изкачване, след като бива изпреварен от Франко Вона, но успява да финишира трети, доволен, знаейки, че ще си върне жълтата фланелка при бягането по часовник. Тактиката на Индураин предизвиква критики от героя на детството му, Бернар Ино, който казва, че „Индураин е най-добрият колоездач на своето поколение, но той спечели този Тур тихо, без голяма опозиция. Ако опозицията продължи да го оставя да се измъква, неговото господство ще продължи дълго време.“. Индураин завършва бягането по часовник в девети етап с три минути преднина от състезателя на второ място. Близо до края той настига Лоран Финьон, който е започнал шест минути преди него.
Той печели Обиколката на Италия през 1992 г. След като печели ранното бягане по часовник, Индураин си набавя решително предимство в деветия етап. В него, на първия финиш на изкачване в състезанието, Индураин завършва в първата група, отстранявайки основните съперници и получавайки 30 секунди пред Кяпучи. Завършва състезанието с 5 минути и 12 секунди преднина пред Кяпучи.

### 1993: Втора двойна победа
Индураин се състезава по същия начин в Тур дьо Франс през 1993 г. Той спечелва пролога при Пюи дю Фу и изчаква до деветия етап, 59-километрово бягане по часовник, за да поеме контрол над състезанието. Той печели 2 минути и 11 секунди. След това кара отбранително, наблюдавайки Тони Ромингер, който счита за съперник при бягането по часовник. Според някои историци, Индураин не показва нещо, което да го отличи от останалите. Той печели и Обиколката на Италия същата година.

### 1994: Часов рекорд
Индураин отново печели първото бягане по часовник и има две минути преднина пред Ромингер. Все пак, Индураин започва атака в Пиренеите, ускорявайки в подножието на 10-километрово изкачване. Люк Льоблан, Ришар Виранк и Марко Пантани карат с него, но други съперници като Ромингер изостават. Индураин губи етапа в полза на Льоблан, но носи жълтата фланелка до края.
През 1994 г. поставя часов рекорд от 53,040 km, минавайки този на Греъм Обрий.
Участва отново в Обиколката на Италия, но този път е победен от Евгений Берзин и Марко Пантани, които са се подготвили само за Джирото.
През май 1994 г. Индураин дава положителен резултат за наличие на салбутамол след Обиколката на Пикардия. Въпреки че бета-2-адреностимулаторите са в списъка с контролирани вещества, Международният олимпийски комитет и Международният велосипедистки съюз разрешават използването му от спортисти с астма. Обаче, във Франция съществува пълна забрана за използването му. Двете организации се съгласяват Индураин да не бъде наказан за използването на лекарство, забранено във Франция, тъй като приемат, че салбутамолът се е съдържал в инхалатор, който използва легитимно. В Испания този инцидент е изтълкуван като пореден опит на Франция да попречи на доминацията на Индураин в спорта.

### 1995: Пета победа на Тура
През 1995 г. печели Критериум дю Дофине.
Седмият етап на Тур дьо Франс през 1995 г. свързва Шарлероа и Лиеж в Южна Белгия. Индураин атакува с Йохан Брюнел зад него, а останалите изостават с 50 секунди. На следващия ден Индураин печели бягането по часовник, организирано на писта в Серен. След това печели и генералното класиране на състезанието, още веднъж демонстрирайки сила, интелигентност и авторитет.
Същата година той печели и световното първенство по бягане по часовник.

### 1996: Прицелване в шеста победа на Тура
През 1996 г. печели отново Критериум дю Дофине.
След това се прицелва за шеста победа в Тур дьо Франс, но губи още от самото начало. Завършва на седмо място в пролога. След бронхит в студена и влажна първа седмица, той губи време през седмия етап. Изостава от групата и губи три минути за три километра. Съдиите на състезанието го наказват с 20 секунди за това, че приема напитка в последния километър. Той заявява, че 20-те секунди са нищо, в сравнение с минутата, която би загубил, ако не бе приел бутилката. По-късно заявява, че ще спре да се състезава. Индураин завършва на 11-о място.
Спечелва индивидуалното бягане по часовник на Олимпийските игри в Атланта през 1996 г.
През септември 1996 г. Индураин се състезава в Обиколката на Испания по настояване на екипа си. Отпада неочаквано при Мирадор дел Фито, на 30 km от края на етапа до Ковадонга. Отношенията с отборния му мениджър, Хосе-Мигел Ечавари, са обтегнати след провален опит за часов рекорд в Колумбия през октомври 1995 г.

## Пенсиониране
Индураин преосмисля бъдещето си в продължение на два месеца, особено 4,5-те милиона евро, които му биват предлагани от отбора ONCE. Водят се преговори за това в които състезания ще участва Индураин. Въпреки това, на 1 януари 1997 г. той заявява пред 300 журналисти в Памплона, че повече няма да се състезава. Той казва: „Това е дълго обмисляно решение, особено, когато съм във физическо състояние да спечеля шести Тур. В началото на 1996 г. реших, че е време да се оттегля и се опитах да спечеля Тура за последен път. Когато не успях, сметнах, че Олимпийските игри са добър начин да се измъкна, но след това, което се случи на Обиколката на Испания, си промених мнението. Всяка година става все по-трудно и мисля, че прекарах достатъчно време в спорта. Моето семейство ме очаква.“. След прочитането на заявлението, той си тръгва, без да отговаря на въпроси.
Днес Индураин живее близо до Памплона и има къща в Бенидорм. Той и жена му, Мариса, имат три деца. Той основава фондация през 1998 г. в родната си Навара, за да поощрява спорта. Работи с олимпийския комитет на Испания, за да промотира кандидатурата на Севиля за Олимпийските игри през 2004 г. Продължава да кара велосипед по три или четири пъти седмично и присъства на колоездачни събития.

## Физическа сила
Според Ферарския университет, който провежда тестове върху Индураин, неговата сила идва от добрата физиология на тялото му. Кръвта му пренася 7 литра кислород на минута, в сравнение с 5 – 6 на останалите състезатели. Сърцето му изтласква 50 литра кръв на минута, докато сърцето на аматьорски колоездач във форма изтласква 25 литра за минута. Обемът на белите му дробове е 7,8 литра, в сравнение със средните 6 литра. Пулсът му е 28 удара в минута, в сравнение със средното 60 – 72 удара в минута, което означава, че сърцето му се натоварва по-малко по време на тежките планински етапи. След 1987 г. успява да свали теглото си от 85 kg на 78 kg с помощта на специалист, което му помага да стане многоетапник.

## Критика
Въпреки че Индураин, който винаги е отричал допинга, никога не е давал положителен резултат за каквото и да лекарство, подобряващо представянето (с изключение на салбутамол), някои хора остават скептични относно постиженията му. Антидопинг експертът Сандро Донати издава информация, показваща, че Индураин и отбора му, са били клиенти на доктор Франческо Конкони, за когото по-късно е открито, че дава допинг на много от клиентите си колоездачи. Отборът по-късно потвърждава, че се е срещал с Конкони, но само за да тества колоездачите. Някои треньори също се съмняват в способностите на Индураин, като твърдят, че само „мутант“ може да се представи на такова ниво.

## Личност
Индураин не може да се сравни с шампионите на Тура от миналото и казва, че „никога не се е чувствал по-добър от който и да е“. Той неохотно стъпва в светлината на прожекторите, която идва покрай жълтата фланелка. Той е труден за опознаване, скромен и тих. Испански журналист, раздразнен, че не може да намери нищо за него, задава въпроса: „Чудя се дали жена му знае кой е този човек, до когото спи“. Съотборникът му Жан-Франсо Бернар казва, че „когато слезе долу за ядене, не можеш дори да чуеш мърдането на стола му“.
Индураин споменава, че човекът, от който е впечатлен най-много, е папа Йоан Павел II, на когото дава жълта фланелка от Обиколката на Франция и розова фланелка от Обиколката на Италия.
Индураин е член на Laureus World Sports Academy.

## Награди
- Награда на принцесата на Астурия
- Кралски орден за спортни заслуги[29]
- Орден за граждански заслуги[30]
- Орден на почетния легион
- Олимпийско орден

## Кариерни постижения
Значими резултати:
1983
1-ви  Шосейно състезание, Национално аматьорско първенство по шосейно колоездене
1984
1-ви Етап 10 Тур дьо л'Авенир
1985
Тур дьо л'Авенир
1-ви Етапи 6a и 10
2-ри Генерално Обиколка на Андалусия
1986
1-ви  Генерално Тур дьо л'Авенир
1-ви Пролог & Етап 9
1-ви  Генерално Обиколка на Мурсия
1-ви Пролог
6th Генерално Гран при дю Миди Либр
1987
1-ви Гран при Навара
1-ви Пролог Обиколка на Мурсия
3-ти Генерално Седмица на Каталуния
1-ви  Класиране по точки
1-ви Етапи 4b и 5
1988
1-ви  Генерално Обиколка на Каталуния
1-ви Етап 6a
1-ви Етап 4a Обиколка на Кантабрия
3-ти Генерално Обиколка на Галисия
1-ви Етап 2
8th Генерално Седмица на Каталуния
1989
1-ви  Генерално Париж-Ница
1-ви  Генерално Критериум Интернасионал
1-ви Етап 3
1-ви Етап 9 Обиколка на Франция
7-и Флеш Валон
10-и Генерално Обиколка на Швейцария
10-и Генерално Обиколка на Каталуния
10-и Лиеж-Бастон-Лиеж
1990
1-ви  Генерално Париж-Ница
1-ви Етап 6
1-ви Класика де Сан Себастиан
1-ви Етап 4 Обиколка на Бургос
3-ти Генерално Обиколка на Страната на баските
1-ви Етап 5a
3-ти Шосейно състезание, Национално първенство по шосейно колоездене
4-ти Флеш Валон
5-и Трофео Луис Пуиг
7-и Генерално Обиколка на Испания
7-и Генерално Критериум Интернасионал
9-и Генерално Обиколка на Валенсия
1-ви Етап 5
10-и Генерално Обиколка на Франция
1-ви Етап 16
1991
1-ви  Генерално Обиколка на Франция
1-ви Етапи 8 и 21
1-ви  Генерално Обиколка на Каталуния
1-ви Етап 5
1-ви  Генерално Обиколка на Воклюз
1-ви Етап 2
2-ри Генерално Обиколка на Испания
3-ти  Шосейно състезание, Световно първенство по шосейно колоездене
4-ти Лиеж-Бастон-Лиеж
1992
1-ви Генерално Световна класация по шосейно колоездене
1-ви  Шосейно състезание, Национално първенство по шосейно колоездене
1-ви  Генерално Обиколка на Франция
1-ви Пролог, Етапи 9 и 19
1-ви  Генерално Обиколка на Италия
1-ви Етапи 3 и 21
1-ви  Генерално Обиколка на Каталуния
1-ви Етап 1a Обиколка на Кастилия и Леон
2-ри Генерално Обиколка на Романдия
1-ви Етап 4b
3-ти Генерално Париж-Ница
4-ти Генерално Обиколка на Арагон
6-и Шосейно състезание, Световно първенство по шосейно колоездене
1993
1-ви Генерално Световна класация по шосейно колоездене
1-ви  Генерално Обиколка на Франция
1-ви Пролог и Етап 9
1-ви  Генерално Обиколка на Италия
1-ви Етапи 10 и 19
1-ви  Генерално Обиколка на Кастилия и Леон
1-ви Етап 1a
1-ви Етап 6 Обиколка на Мурсия
2-ри  Шосейно състезание, Световно първенство по шосейно колоездене
2-ри Шосейно състезание, Национално първенство по шосейно колоездене
3-ти Генерално Обиколка на Валенсия
1994
1-ви  Генерално Обиколка на Франция
1-ви Етап 9
1-ви Генерално Обиколка на Пикардия
1-ви Етап 4
1-ви Етап 3 Обиколка на Кастилия и Леон
2-ри Генерално Обиколка на Валенсия
1-ви Етап 6
3-ти Генерално Обиколка на Италия
1995
Шосейно състезание, Световно първенство по шосейно колоездене
1-ви  Бягане по часовник
2-ри  Шосейно състезание
1-ви  Генерално Обиколка на Франция
1-ви Етапи 8 и 19
1-ви  Генерално Кретиум дю Дофине
1-ви Етап 3
1-ви  Генерално Гранд при дю Миди Либр
1-ви  Генерално Обиколка на Галисия
1-ви Етап 1
1-ви  Генерално Обиколка на Ла Риоха
1-ви Етап 1
1-ви Етап 5a Обиколка на Арагон
3-ти Генерално Обиколка на Астурия
1-ви Етапи 1 и 5
9-и Класика де Сан Себастиан
1996
1-ви  Бягане по часовник, Летни олимпийски игри
1-ви  Генерално Критериум дю Дофине
1-ви Етапи 5 и 6
1-ви  Генерално Обиколка на Алентежу
1-ви Пролог и Етап 4
1-ви  Генерално Обиколка на Астурия
1-ви Етап 1
2-ри Генерално Обиколка на Бургос
Генерално класиране на Гранд тур:
| Гранд тур           | 1984 | 1985 | 1986 | 1987 | 1988 | 1989 | 1990 | 1991 | 1992 | 1993 | 1994 | 1995 | 1996 |
| ------------------- | ---- | ---- | ---- | ---- | ---- | ---- | ---- | ---- | ---- | ---- | ---- | ---- | ---- |
| Обиколка на Италия  | —    | —    | —    | —    | —    | —    | —    | —    | 1    | 1    | 3    | —    | —    |
| Обиколка на Франция | —    | DNF  | DNF  | 97   | 47   | 17   | 10   | 1    | 1    | 1    | 1    | 1    | 11   |
| Обиколка на Испания | DNF  | 84   | 92   | DNF  | DNF  | DNF  | 7    | 2    | —    | —    | —    | —    | DNF  |

| —   | Не участва  |
| DNF | Не финишира |